# 新乌克
新乌克（法語：Oucques la Nouvelle，法語發音：[uk la nuvɛl]）是法国卢瓦-谢尔省的一个市镇，属于布卢瓦区。该市镇于2017年由原市镇乌克、拜尼欧、博维利耶和圣热姆合并而成，行政中心位于乌克。

## 地理
新乌克（47°49'28"N, 1°17'44"E）面积49.37 平方千米，位于法国中央-卢瓦尔河谷大区卢瓦-谢尔省，该省份为法国中北部省份，北起厄尔-卢瓦省，东北接卢瓦雷省，东南接谢尔省，南至安德尔省，西南接安德尔-卢瓦尔省，西北接萨尔特省。
与新乌克接壤的市镇（或旧市镇、城区）包括：维耶维勒赖耶、博斯地区圣莱奥纳尔、弗鲁维尔新城、布瓦索、瑟洛姆、费埃、拉沙佩勒昂谢里、埃皮艾、利涅尔、罗东、马沃。
新乌克的时区为UTC+01:00、UTC+02:00（夏令时）。

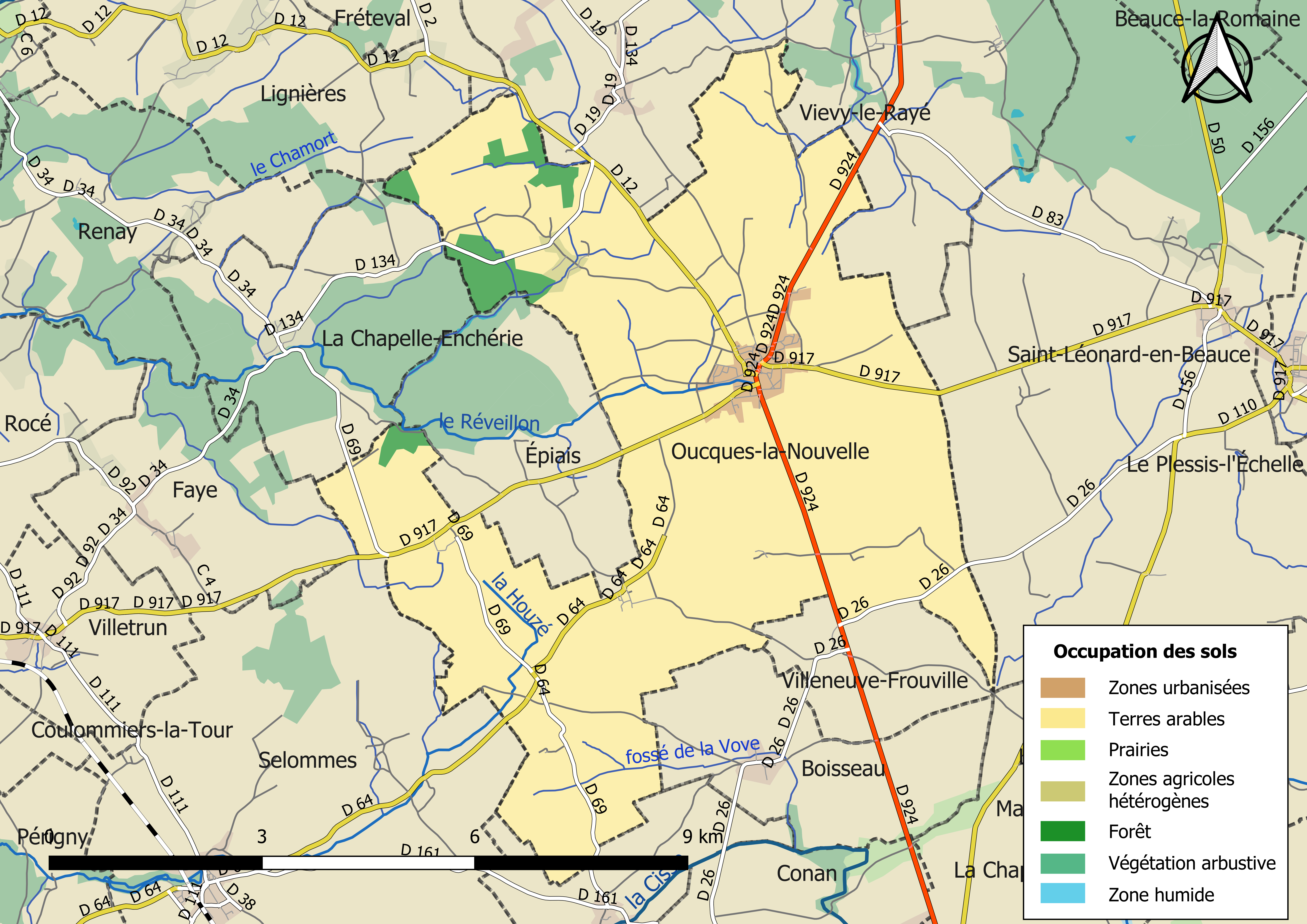
新乌克的OSM定位图

## 行政
新乌克的邮政编码为41290，INSEE市镇编码为41171。

## 政治
新乌克所属的省级选区为拉博斯县。

## 人口
新乌克于2022年1月1日时的人口数量为1647人。